# Denkmal der Großen Sozialistischen Oktoberrevolution

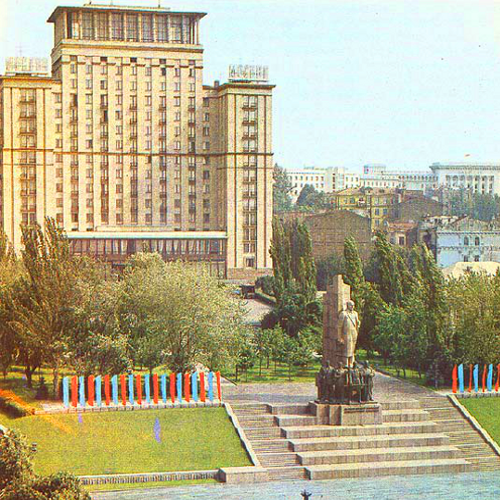
Der Platz der Oktoberrevolution mit dem Denkmal der Großen sozialistischen Oktoberrevolution und dem Hotel „Moskwa“

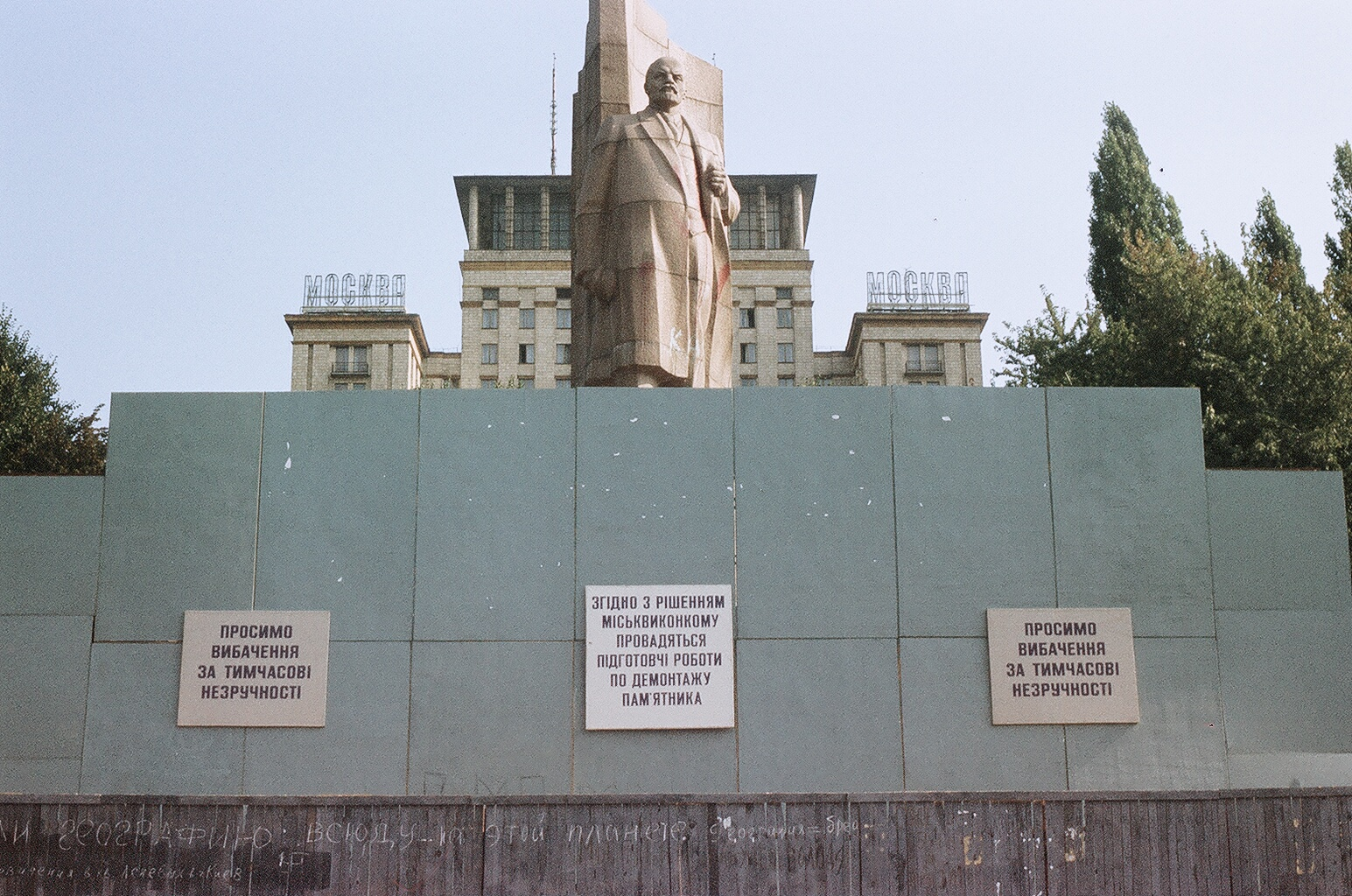
Denkmal von unten betrachtet

Das Denkmal der Großen Sozialistischen Oktoberrevolution (ukrainisch Монумент Великій Жовтневій соціалістичній революції Monument Welikij Schowtnewij Sozialistitschnij Rewoljuziji) war ein 1991 im Rahmen der Dekommunisierung in der Ukraine demontiertes Denkmal in Kiew.

## Geschichte
Das monumentale Denkmal wurde zum sechzigsten Jahrestag der Oktoberrevolution, am 22. Oktober 1977, auf dem zentralen Platz der Stadt errichtet. Gleichzeitig wurde der Platz in „Platz der Oktoberrevolution“ umbenannt.
Nach der Erlangung der Unabhängigkeit der Ukraine am 12. September 1991 wurde das Denkmal demontiert und der Platz in Majdan Nesaleschnosti umbenannt. 2001 wurde an gleicher Stelle das Unabhängigkeitsdenkmal der Ukraine errichtet.

## Beschreibung
Das Monument war einer abgerollten Flagge (Höhe 18,4 m) nachempfunden, vor der die 8,9 Meter hohe Skulptur des Revolutionsführers Wladimir Iljitsch Lenin aus rotem Granit stand. Vor diesem standen vier Bronzeskulpturen von je 5,25 m Höhe, die einen Arbeiter, eine Arbeiterin, einen Landwirt sowie einen Matrosen darstellten, die allesamt bewaffnet waren.